# Francesco Dell'Anno (militare)
Francesco Dell'Anno (Taranto, 16 ottobre 1902 – Canale di Sicilia, 23 marzo 1942) è stato un militare e marinaio italiano, decorato di medaglia d'oro al valor militare a vivente nel corso della seconda guerra mondiale.

## Biografia

Il Da Mosto fotografato nei primi mesi della seconda guerra mondiale

Nacque a Taranto il 16 ottobre 1902. Nel 1918 venne ammesso a frequentare la Regia Accademia Navale di Livorno da cui uscì nel 1920 con la nomina a guardiamarina e nel 1922 ebbe la promozione a sottotenente di vascello. Fu imbarcato su varie unità siluranti di superficie e nel 1925, promosso tenente di vascello, assunse dapprima l'incarico di ufficiale in seconda sul cacciatorpediniere Giuseppe Missori, poi sul cacciatorpediniere Vincenzo Giordano Orsini ed infine sulla torpediniera Giuseppe Sirtori.
Promosso capitano di corvetta nel 1934 fu comandante in seconda del nuovo esploratore Scirocco (poi riclassificato cacciatorpediniere e sul quale poi morì) ed ebbe quindi il comando dei sommergibili Medusa (1934), Giuseppe Finzi (dal 13 ottobre 1935), Fisalia (1937) e Des Geneys (1938), periodo al termine del quale fu destinato presso il Ministero della Marina. 
Promosso capitano di fregata nel gennaio 1939, fu imbarcato sull'incrociatore leggero Giovanni delle Bande Nere come comandante in seconda. Assunto prima il comando dell'incrociatore corazzato radiocomandato San Marco (nave bersaglio) e poi del cacciatorpediniere Alvise da Mosto. Il 1º dicembre 1941, durante una missione di scorta alla motocisterna Iridio Mantovani in navigazione per Tripoli, contrastò aspramente l'attacco portato da una superiore formazione navale avversaria, composta da due incrociatori scortati da cacciatorpediniere, portandosi all'attacco e lanciando contro le unità maggiori i siluri di bordo. Irrimediabilmente danneggiato nella santabarbara il cacciatorpediniere, e in procinto di affondare, diede tutte le necessarie disposizioni necessarie per garantire la salvezza del suo equipaggio e lasciò per ultimo la nave. Per il suo comportamento venne insignito della medaglia d'oro al valor militare a vivente.
Nel gennaio 1942, assunto il comando del cacciatorpediniere Scirocco, partecipò alla seconda battaglia della Sirte al termine della quale, nel canale di Sicilia, a causa della violenta burrasca che imperversava, scomparve in mare con l'unità e l'intero equipaggio, il 23 marzo 1942. La Regia Marina volle subito onorarne il nome, assegnandolo ad un cacciatorpediniere della Classe Comandanti Medaglie d'Oro che non fu mai completato a causa della vicende armistiziali dell'8 settembre 1943.